# Don Bohlinger
Donald Francis Bohlinger (né en avril 1956) est un scénariste américain.

## Biographie
Il étudie l'anglais à l'université Notre-Dame-du-Lac et le cinéma à l'université Columbia.
Il commence au cinéma en 1987 comme scénariste de L'Heure du crime. Il arrive en Europe en 1996 et écrit pour la télévision Meurtres avec signature. Bien qu'il écrive en anglais, il écrit d'autres scénarios de téléfilms allemands. En collaboration avec Christoph Darnstädt (de), il signe l'adaptation L'Expérience qui reçoit le Bayerischer Filmpreis du scénario en 2001.
Même s'il travaille principalement en Allemagne, il écrit un téléfilm néerlandais Liever verliefd, une production internationale francophone Elles et une coproduction germano-autrichienne Le Retour du Maître de danse (de).
Depuis 1986, Bohlinger enseigne l'écriture de scénarios dans différentes universités : l'University of Bridgeport de 1986 à 1987, l'université de Californie du Sud de 1987 à 1996. Entre 1988 et 1998, il est invité à Barcelone, Berlin et Los Angeles. Depuis 2008, il est redevenu professeur à l'université de Californie du Sud.

## Filmographie
Cinéma
- 1987: L'Heure du crime
- 1997: Elles
- 2001: L'Expérience
- 2003: Liever verliefd (nl)
- 2008: Alibi (nl)
- 2010: The Experiment

Télévision
- 1996: Meurtres avec signature
- 1998: Todfeinde - Die falsche Entscheidung
- 2000: Wenn Männer Frauen trauen
- 2000: Messieurs... je vous aime!
- 2000: Liebesengel
- 2001: Verliebte Jungs
- 2001: Die Erpressung - Ein teuflischer Pakt
- 2002: Lovers & Friends - Eigentlich lieben wir uns...
- 2002: Die Nacht, in der ganz ehrlich überhaupt niemand Sex hatte
- 2004: Le Retour du Maître de danse (de)
- 2004: Toute première fois
- 2005: Pour l'amour du ciel
- 2005: Popp Dich schlank! (de)
- 2006: Tornade - L'alerte
- 2007: Troie, la cité du trésor perdu
- 2007: Enceinte ou presque!
- 2008: Das jüngste Gericht (de)
- 2009: Flug in die Nacht – Das Unglück von Überlingen

## Source de la traduction
- (de) Cet article est partiellement ou en totalité issu de l’article de Wikipédia en allemand intitulé « Don Bohlinger » (voir la liste des auteurs).